# بدنامی (مجموعه تلویزیونی)
بدنامی (لهستانی: Infamia) یک مجموعهٔ تلویزیونی درام عاشقانه لهستانی است که در سال ۲۰۲۳ منتشر شد. از بازیگران این سریال می‌توان به زوفیا یاستژمبسکا، آرتور جورمان، ماگدالنا چروینسکا و برانکو جوریچ اشاره کرد.